# Salvatore Adamo

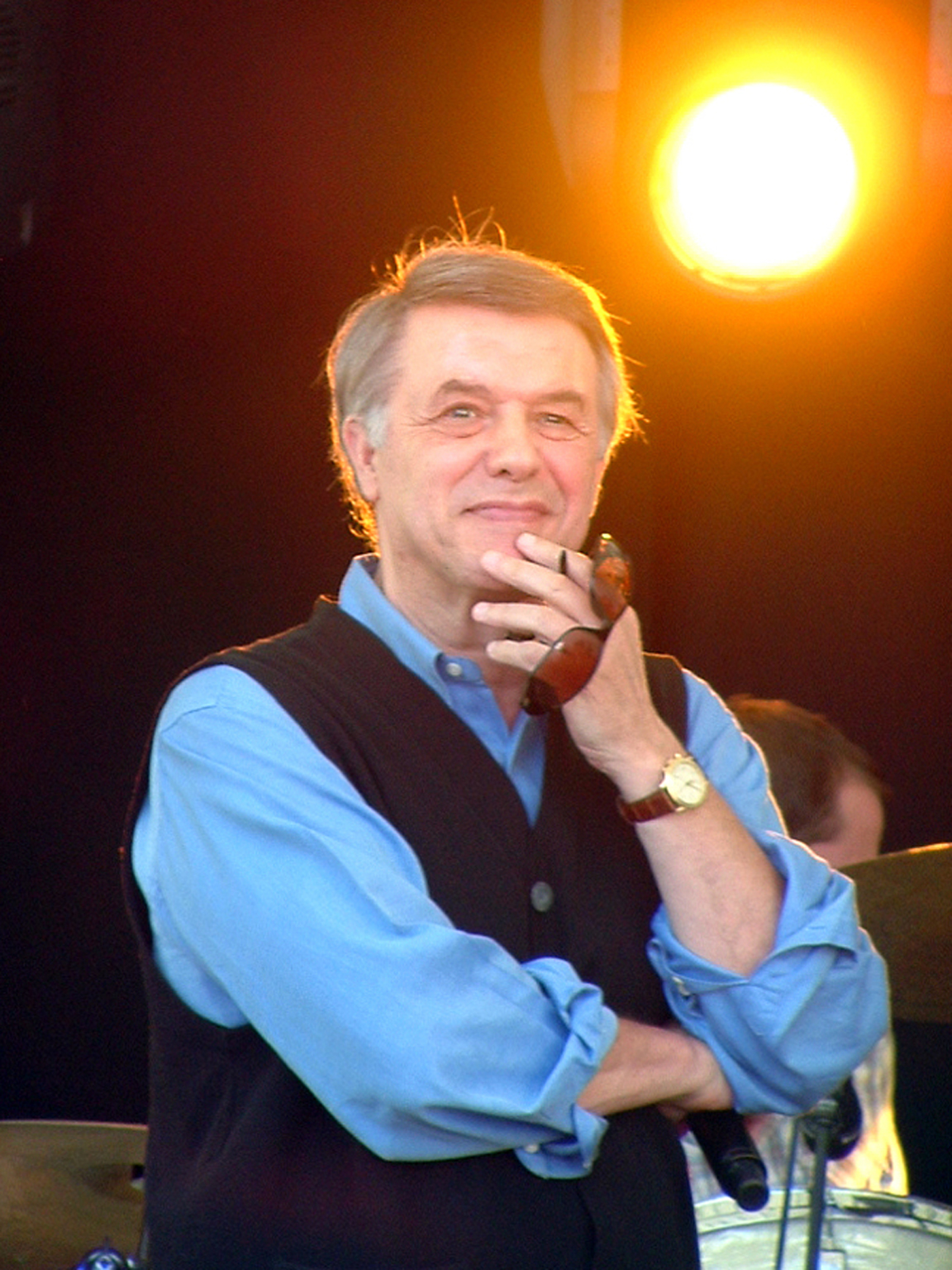
Salvatore Adamo (2007)

Salvatore Adamo (* 1. November 1943 in Comiso auf Sizilien) ist ein belgischer Musiker, Liedermacher, Chanson- und Schlagersänger italienischer Herkunft. Zu seinen international bekanntesten Titeln gehören Tombe la neige, Vous permettez, Monsieur?, Inch'Allah, Une larme aux nuages, Petit bonheur und Va mon bateau, die in mehreren Sprachen erschienen.

## Leben

### Herkunft und Kindheit
Salvatore Adamo, der Älteste von sieben Geschwistern, zog 1947 mit seinen Eltern Antonino und Concetta Adamo im Alter von vier Jahren erst nach Ghlin, dann nach Jemappes bei Mons, wo der Vater im belgischen Steinkohlerevier als Bergmann Arbeit fand. 1950 erkrankte Adamo für die Zeit eines Jahres an einer Hirnhautentzündung. Seine Eltern wollten nicht, dass ihr Sohn Bergmann wird und ermöglichten ihm eine Ausbildung in einer katholischen Schule, die von den Frères des Ecoles Chrétiennes geleitet wurde. Er sang im Kirchenchor und erlernte das Spiel der Gitarre. Er erwies sich in den 1950er Jahren als begabter Sänger und nahm an mehreren lokalen Sangeswettbewerben teil, zunächst noch ohne Erfolg.

### Musikalische Anfänge und internationaler Durchbruch

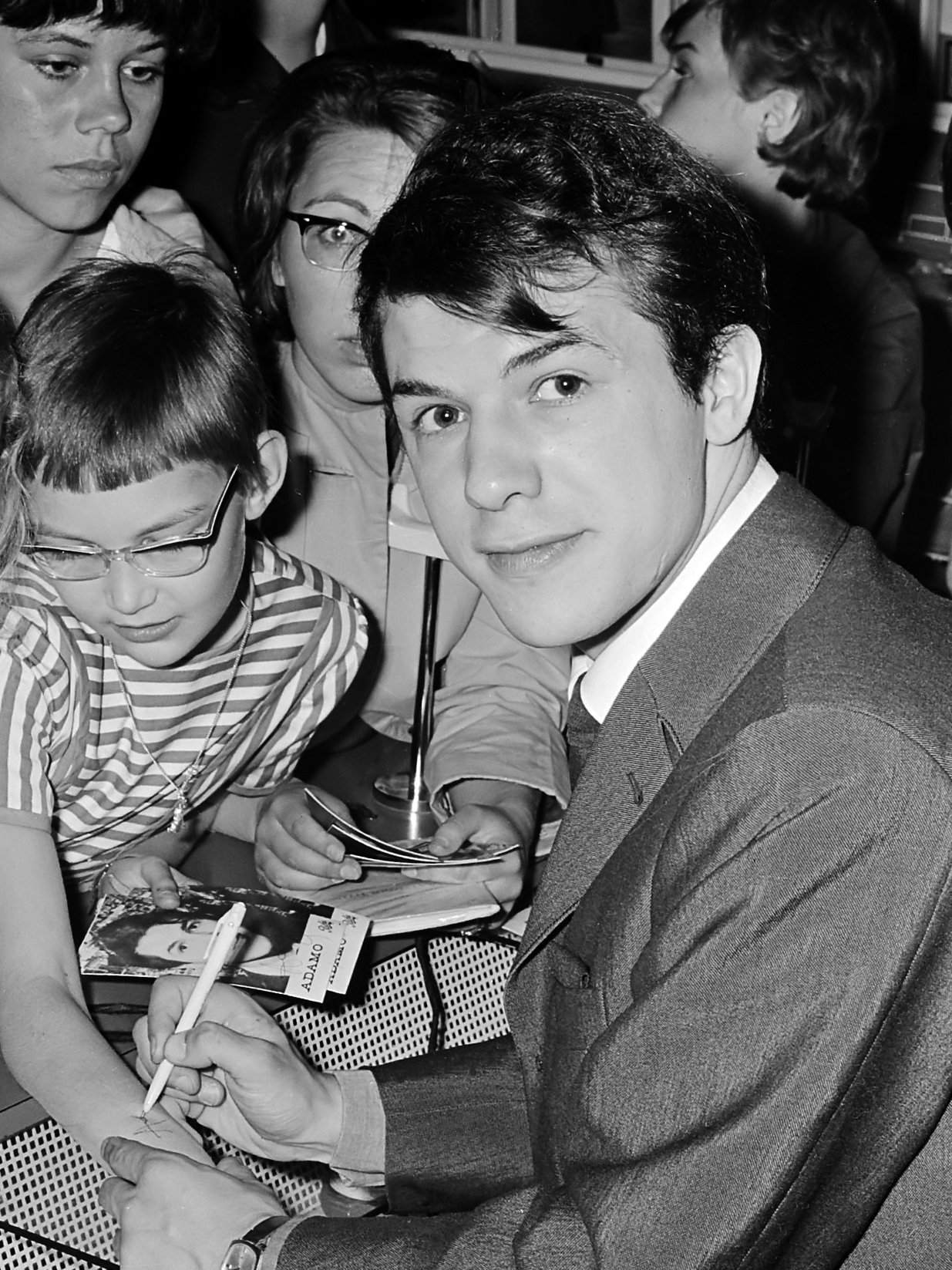
Salvatore Adamo (1964)

In einem von Radio Luxembourg ausgerichteten Musikwettbewerb trat Adamo im Dezember 1959 im Théâtre Royal de Mons mit seinem Lied Si j’osais an. Zwar war er in den Vorrunden bereits ausgeschieden, jedoch gab ihm ein Mitglied der Jury eine zweite Chance. So konnte er letztendlich in das Finale in Paris einziehen und den Wettbewerb dort gewinnen. Sein Lied wurde am 14. Februar 1960 zum ersten Mal im Radio gespielt. Adamos Vater, der nun vom Talent seines Sohnes überzeugt war, ging mit Salvatore nach Paris und verhandelte mit Plattenlabels. Es folgten Hits wie Sans toi, ma mie (1963), Tombe la neige (1963) und sein größter europaweiter Erfolg Vous permettez, Monsieur? (1964). Ein gelungener Auftritt in der Pariser Music Hall Olympia im Januar 1965 brachte ihm dort ein Engagement für weitere Konzerte über den gesamten Monat September ein. Auf dem Höhepunkt seines Erfolges musste Adamo am 7. August 1966 den Verlust seines Vaters durch Ertrinken beklagen. Da in Belgien eine doppelte Staatsbürgerschaft nicht möglich war, behielt Salvatore Adamo die italienische, nach eigenem Bekunden aus Respekt und in Erinnerung an seinen Vater. Nach dessen Tod änderten sich auch die Themen seiner Lieder und er begann, politische Themen in seine Texte einzubauen, wie den Sechstagekrieg zwischen Israel und Ägypten (Inch Allah), den Kalten Krieg oder die Franco-Diktatur in Spanien.
Alsbald spielte er, obwohl der Sprache noch kaum mächtig, seine Kompositionen auch auf Deutsch ein, wodurch er auch Erfolge in dem Sprachraum D-A-CH hatte. Bereits 1966 trug ein Viertel aller Schlager-Platten, die in Frankreich verkauft wurden, seinen Namen. Ein Jahr später führte ihn eine Tournee auch durch Deutschland. Zu seinen größten Hits in Deutschland wurde 1968 der Titel Es geht eine Träne auf Reisen (die deutsche Version von Une larme aux nuages), der sich 15 Wochen in den Top 10 hielt und den zweiten Platz erklomm und 1970 das Lied Ein kleines Glück (die deutsche Version von Petit bonheur), das in den deutschen Charts Platz 6 erlangte und in Österreich zum Nummer-eins-Hit wurde. Im März 1969 war er gemeinsam mit der deutschen Sängerin Alexandra auf Deutschland-Tournee. Sie schrieb den deutschen Text Walzer des Sommers für ihn, und Adamo komponierte und Alexandra textete Kinderjahre. Nach Alexandras Tod 1969 nahm Adamo das Lied auf und veröffentlichte es 1978.
In den siebziger Jahren zeichneten sich seine LPs Kieselsteine, gefolgt von Seiltanz – Kieselsteine 2 und Hinter den Herzen – Kieselsteine 3 durch anspruchsvolle Texte aus. Lieder wie In deinen Armen sterben, Der Gehängte, Die Feen sterben nicht, Was soll ich da noch für euch singen? und Wenn du wiederkommst (übersetzt von Reinhard Mey) waren Übersetzungen seiner französischen Chansons. Kieselsteine erschien in den achtziger Jahren auch als CD, jedoch in geringer Auflage.

### Späte Jahre
Adamo musste am 28. Mai 2004 seine geplante Tournee abbrechen und sich nach einem Schwächeanfall in Behandlung begeben. Nach fast einem Jahr Erholungspause gab Adamo wieder Konzerte in Belgien und Frankreich. Zu dem ersten Konzert dieser Reihe, das in Mons, der Stadt seiner Jugend, stattfand, kamen Menschen aus ganz Europa und aus Übersee. Im Jahr 2007 nahm Adamo unter anderem an verschiedenen Musikfestivals in Frankreich teil und tourte durch das Land, sowie durch Belgien und den französischsprachigen Teil Kanadas. 2008 wurde die CD Le bal des gens bien veröffentlicht, auf der 18 bekannte und weniger bekannte Adamo-Titel neu aufgenommen wurden. Jedes Lied singt Adamo im Duett mit einem anderen Künstler der französischen Chanson-Szene. Die CD wurde nach wenigen Wochen mit Platin in Belgien und Frankreich ausgezeichnet.
Im November 2010 erschien eine CD mit neuen französischen Liedern De toi à moi, auf der unter anderem das Duett T’aimer quelque part mit seiner Tochter Amélie zu hören ist.
Zu seinem 50. Bühnenjubiläum tourte Adamo 2011 durch Belgien und Frankreich und gab auch Konzerte in Athen, den Niederlanden und Rumänien. Es folgte eine erfolgreiche Tournee durch Chile (unter anderem beim Festival von Viña del Mar, wo das Publikum ihn mit drei Preisen belohnte) und nach über 40 Jahren das erste Konzert wieder in Buenos Aires Anfang 2012. Über das ganze Jahr 2012 gab er diverse Konzerte. Im November 2012 erschien eine CD mit zwölf neuen Titeln La grande roue. Im November 2014 erschien die CD Adamo chante Bécaud, auf der Adamo das erste Mal in seiner Karriere keine eigenen französischen Lieder singt, sondern Chansons von Gilbert Bécaud. 2016 erschien L’amour n’a jamais tort, 2018 Si vous saviez …, beide wieder nur mit eigenen Chansons. Im Januar 2023 erschien die CD (und LP) « In French please », auf der Adamo englischsprachige Lieder, die ihm besonders gefallen, ins Französische übersetzt hat.

### Privates
Im Februar 1969 heiratete Adamo Nicole Durand, mit der er zwei Söhne hat. Aus einer Liaison mit dem deutschen Fotomodel Annette Dahl entstammt die 1979 geborene Tochter Amélie Adamo. 1984 erlitt Adamo einen Herzinfarkt und musste sich einer Bypass-Operation unterziehen. 2004 hatte er einen Schwächeanfall.

## Diskografie

### Studioalben
| Jahr | Titel                       | Höchstplatzierung, Gesamtwochen/‑monate, AuszeichnungChartplatzierungen (Jahr, Titel, Platzierungen, Wochen/Monate, Auszeichnungen, Anmerkungen) | Höchstplatzierung, Gesamtwochen/‑monate, AuszeichnungChartplatzierungen (Jahr, Titel, Platzierungen, Wochen/Monate, Auszeichnungen, Anmerkungen) | Höchstplatzierung, Gesamtwochen/‑monate, AuszeichnungChartplatzierungen (Jahr, Titel, Platzierungen, Wochen/Monate, Auszeichnungen, Anmerkungen) | Höchstplatzierung, Gesamtwochen/‑monate, AuszeichnungChartplatzierungen (Jahr, Titel, Platzierungen, Wochen/Monate, Auszeichnungen, Anmerkungen) | Höchstplatzierung, Gesamtwochen/‑monate, AuszeichnungChartplatzierungen (Jahr, Titel, Platzierungen, Wochen/Monate, Auszeichnungen, Anmerkungen) | Anmerkungen                             |
| Jahr | Titel                       | DE | IT | FR | BEF | BEW | Anmerkungen                             |
| ---- | --------------------------- | --- | --- | --- | --- | --- | --------------------------------------- |
| 1964 | Adamo (Tombe la neige)      | DE49 (4 Wo.)DE | — | — | — | — |                                         |
| 1964 | Vous permettez Monsieur?    | — | — | — | — | BEW64 (29 Wo.)BEW | Charteinstieg in BEW erst 2013          |
| 1966 | Adamo                       | — | IT4 (5 Mt.)IT | — | — | — |                                         |
| 1967 | Mein Name ist Adamo         | DE12 (14 Wo.)DE | — | — | — | — |                                         |
| 1968 | Adamo International         | DE18 (8 Wo.)DE | — | — | — | — |                                         |
| 1969 | Salvatore Adamo             | DE28 (4 Wo.)DE | — | — | — | — |                                         |
| 1969 | Olympia 1969                | DE36 (4 Wo.)DE | — | — | — | — |                                         |
| 1969 | Adamo                       | DE30 (2 Wo.)DE | — | — | — | — |                                         |
| 1969 | Tour d’Adamo                | DE22 (10 Wo.)DE | — | — | — | — |                                         |
| 1970 | Adamo singt Deutsch         | DE34 (6 Wo.)DE | — | — | — | — |                                         |
| 1970 | Adamo singt Deutsch Folge 2 | DE29 (6 Wo.)DE | — | — | — | — |                                         |
| 1972 | Kieselsteine                | DE32 (2 Wo.)DE | — | — | — | — |                                         |
| 1974 | Seiltanz – Kieselsteine 2   | DE33 (4 Wo.)DE | — | — | — | — |                                         |
| 1976 | So bin ich                  | DE39 (3 Wo.)DE | — | — | — | — |                                         |
| 1998 | Regards                     | — | — | — | BEF40 (4 Wo.)BEF | BEW32 (7 Wo.)BEW |                                         |
| 2001 | Par les temps qui courent   | — | — | FR110 (2 Wo.)FR | — | BEW37 (5 Wo.)BEW |                                         |
| 2001 | Zanzibar                    | — | — | FR37 (17 Wo.)FR | — | BEW6 (21 Wo.)BEW |                                         |
| 2007 | La part de l’ange           | — | — | FR37 (23 Wo.)FR | BEF70 (5 Wo.)BEF | BEW3 Gold · (31 Wo.)BEW |                                         |
| 2008 | Le bal des gens bien        | — | — | FR10 Platin · (50 Wo.)FR | BEF60 (5 Wo.)BEF | BEW3 Platin · (32 Wo.)BEW | Erstveröffentlichung: 10. November 2008 |
| 2010 | De toi à moi                | — | — | FR37 (30 Wo.)FR | — | BEW10 Gold · (21 Wo.)BEW | Erstveröffentlichung: 29. November 2010 |
| 2012 | La grande roue              | — | — | FR62 (9 Wo.)FR | BEF47 (14 Wo.)BEF | BEW27 (28 Wo.)BEW | Erstveröffentlichung: 19. November 2012 |
| 2014 | Adamo chante Bécaud         | — | — | FR47 (13 Wo.)FR | BEF81 (10 Wo.)BEF | BEW7 (28 Wo.)BEW | Erstveröffentlichung: 10. November 2014 |
| 2016 | L’amour n’a jamais tort     | — | — | FR40 (8 Wo.)FR | BEF23 (12 Wo.)BEF | BEW9 (31 Wo.)BEW | Erstveröffentlichung: 5. Februar 2016   |
| 2018 | Si vous saviez...           | — | — | FR50 (6 Wo.)FR | BEF16 (13 Wo.)BEF | BEW2 (25 Wo.)BEW | Erstveröffentlichung: 16. Februar 2018  |

grau schraffiert: keine Chartdaten aus diesem Jahr verfügbar
Weitere Studioalben (Auswahl)
- 1973: Mein Zug voll bunter Träume
- 1976: So bin ich
- 1977: Hinter den Herzen – Kieselsteine 3
- 1978: Der olle Hansen und seine Stimmungen
- 1980: … und dann ein Lied
- 1981: Die Liebe kann ein Anfang sein
- 1986: Verborgenes Gold
- 1988: Wenn Worte fehlen …

### Livealben
| Jahr | Titel               | Höchstplatzierung, Gesamtwochen/‑monate, AuszeichnungChartplatzierungen (Jahr, Titel, Platzierungen, Wochen/Monate, Auszeichnungen, Anmerkungen) | Höchstplatzierung, Gesamtwochen/‑monate, AuszeichnungChartplatzierungen (Jahr, Titel, Platzierungen, Wochen/Monate, Auszeichnungen, Anmerkungen) | Höchstplatzierung, Gesamtwochen/‑monate, AuszeichnungChartplatzierungen (Jahr, Titel, Platzierungen, Wochen/Monate, Auszeichnungen, Anmerkungen) | Höchstplatzierung, Gesamtwochen/‑monate, AuszeichnungChartplatzierungen (Jahr, Titel, Platzierungen, Wochen/Monate, Auszeichnungen, Anmerkungen) | Höchstplatzierung, Gesamtwochen/‑monate, AuszeichnungChartplatzierungen (Jahr, Titel, Platzierungen, Wochen/Monate, Auszeichnungen, Anmerkungen) | Anmerkungen |
| Jahr | Titel               | DE | IT | FR | BEF | BEW | Anmerkungen |
| ---- | ------------------- | --- | --- | --- | --- | --- | ----------- |
| 1967 | Live / Olympia 67   | DE22 (6 Wo.)DE | IT3 (1 Mt.)IT | — | — | — |             |
| 2004 | Un soir au Zanzibar | — | — | FR133 (4 Wo.)FR | — | BEW82 (5 Wo.)BEW |             |

grau schraffiert: keine Chartdaten aus diesem Jahr verfügbar

### Kompilationen
| Jahr | Titel                                  | Höchstplatzierung, Gesamtwochen, AuszeichnungChartplatzierungen (Jahr, Titel, Platzierungen, Wochen, Auszeichnungen, Anmerkungen) | Höchstplatzierung, Gesamtwochen, AuszeichnungChartplatzierungen (Jahr, Titel, Platzierungen, Wochen, Auszeichnungen, Anmerkungen) | Höchstplatzierung, Gesamtwochen, AuszeichnungChartplatzierungen (Jahr, Titel, Platzierungen, Wochen, Auszeichnungen, Anmerkungen) | Höchstplatzierung, Gesamtwochen, AuszeichnungChartplatzierungen (Jahr, Titel, Platzierungen, Wochen, Auszeichnungen, Anmerkungen) | Anmerkungen                              |
| Jahr | Titel                                  | CH | FR | BEF | BEW | Anmerkungen                              |
| ---- | -------------------------------------- | --- | --- | --- | --- | ---------------------------------------- |
| 1995 | C’est ma vie! – Ses plus grands succès | — | — | — | BEW49 (1 Wo.)BEW |                                          |
| 1997 | D’amour – Ses plus grands succès       | — | — | BEF15 (15 Wo.)BEF | BEW11 (18 Wo.)BEW |                                          |
| 2003 | C’est ma vie – Les plus grands succès  | — | — | BEF15 (18 Wo.)BEF | BEW25 (14 Wo.)BEW |                                          |
| 2005 | Platinum Collection                    | — | — | — | BEW33 (20 Wo.)BEW | Erstveröffentlichung: 16. September 2005 |
| 2009 | Best Of – 3CD                          | — | — | BEF190 (2 Wo.)BEF | BEW137 (12 Wo.)BEW |                                          |
| 2020 | 1962–1975                              | — | — | — | BEW67 (2 Wo.)BEW | Erstveröffentlichung: 17. Januar 2020    |
| 2023 | In French Please !                     | CH74 (2 Wo.)CH | FR34 (4 Wo.)FR | BEF57 (5 Wo.)BEF | BEW3 (11 Wo.)BEW | Erstveröffentlichung: 27. Januar 2023    |

Weitere Kompilationen (Auswahl)
- 1992: Les Plus Grands Succès D’Adamo (FR: Gold)
- 1992: 24 Grandes Exitos en Castellano
- 1993: 30 Ans – Ses 20 Plus Grandes Chansons (FR: ×2Doppelgold )

### Singles
| Jahr | Titel Album                                                                            | Höchstplatzierung, Gesamtwochen, AuszeichnungChartplatzierungen (Jahr, Titel, Album, Platzierungen, Wochen, Auszeichnungen, Anmerkungen) | Höchstplatzierung, Gesamtwochen, AuszeichnungChartplatzierungen (Jahr, Titel, Album, Platzierungen, Wochen, Auszeichnungen, Anmerkungen) | Höchstplatzierung, Gesamtwochen, AuszeichnungChartplatzierungen (Jahr, Titel, Album, Platzierungen, Wochen, Auszeichnungen, Anmerkungen) | Höchstplatzierung, Gesamtwochen, AuszeichnungChartplatzierungen (Jahr, Titel, Album, Platzierungen, Wochen, Auszeichnungen, Anmerkungen) | Höchstplatzierung, Gesamtwochen, AuszeichnungChartplatzierungen (Jahr, Titel, Album, Platzierungen, Wochen, Auszeichnungen, Anmerkungen) | Höchstplatzierung, Gesamtwochen, AuszeichnungChartplatzierungen (Jahr, Titel, Album, Platzierungen, Wochen, Auszeichnungen, Anmerkungen) | Anmerkungen                                                                                      | [↑]: gemeinsam behandelt mit vorhergehendem Eintrag; [←]: in beiden Charts platziert |
| Jahr | Titel Album                                                                            | DE | AT | CH | IT | BEF | BEW | Anmerkungen                                                                                      |                                                                                      |
| ---- | -------------------------------------------------------------------------------------- | --- | --- | --- | --- | --- | --- | ------------------------------------------------------------------------------------------------ | ------------------------------------------------------------------------------------ |
| 1963 | Sans toi, ma mie –                                                                     | — | — | — | — | BEF1 (32 Wo.)BEF | BEW1 (44 Wo.)BEW | B-Seite: En blue jeans et blouson d’cuir                                                         |                                                                                      |
| 1963 | Amour perdu –                                                                          | — | — | — | — | BEF10 (12 Wo.)BEF | BEW3 (28 Wo.)BEW | auch in türkischer Sprache als Sen Sevme Beni veröffentlicht                                     |                                                                                      |
| 1963 | N’est-ce pas merveilleux? –                                                            | — | — | — | — | BEF1 (24 Wo.)BEF | BEW1 (36 Wo.)BEW | B-Seite: Crier ton nom                                                                           |                                                                                      |
| 1963 | Tombe la neige –                                                                       | — | — | — | — | BEF2 (16 Wo.)BEF | BEW1 (32 Wo.)BEW | auch in türkischer Sprache als Her Yerde Kar Var veröffentlicht                                  |                                                                                      |
| 1963 | Gestatten Sie, Monsieur? / Vous permettez, Monsieur? –                                 | DE34 (26 Wo.)DE | — | — | — | BEF1 (24 Wo.)BEF | BEW1 (40 Wo.)BEW |                                                                                                  |                                                                                      |
| 1964 | Quand les roses –                                                                      | — | — | — | — | BEF1 (20 Wo.)BEF | BEW1 (36 Wo.)BEW |                                                                                                  |                                                                                      |
| 1964 | Si jamais –                                                                            | — | — | — | — | BEF2 (20 Wo.)BEF | BEW4 (24 Wo.)BEW |                                                                                                  |                                                                                      |
| 1964 | Ballade à la pluie –                                                                   | — | — | — | — | — | BEW15 (16 Wo.)BEW | B-Seite: Ma tête                                                                                 |                                                                                      |
| 1964 | Dolce Paola –                                                                          | — | — | — | — | BEF1 (31 Wo.)BEF | BEW1 (28 Wo.)BEW | B-Seite: À vot’ bon cœur                                                                         |                                                                                      |
| 1964 | Les filles du bord de mer –                                                            | — | — | — | — | BEF7 (16 Wo.)BEF | BEW1 (32 Wo.)BEW | B-Seite: Le grand jeu                                                                            |                                                                                      |
| 1965 | La notte / La nuit –                                                                   | — | — | — | IT3 (31 Wo.)IT | BEF3 (20 Wo.)BEF | BEW1 (32 Wo.)BEW |                                                                                                  |                                                                                      |
| 1965 | Elle... –                                                                              | — | — | — | — | BEF5 (16 Wo.)BEF | BEW6 (28 Wo.)BEW |                                                                                                  |                                                                                      |
| 1965 | Mes mains sur tes hanches –                                                            | — | — | — | — | BEF2 (40 Wo.)BEF | BEW1 (32 Wo.)BEW |                                                                                                  |                                                                                      |
| 1965 | Viens ma brune –                                                                       | — | — | — | — | BEF11 (4 Wo.)BEF | BEW9 (20 Wo.)BEW |                                                                                                  |                                                                                      |
| 1965 | J’aime –                                                                               | — | — | — | — | BEF4 (14 Wo.)BEF | BEW2 (32 Wo.)BEW |                                                                                                  |                                                                                      |
| 1965 | Non mi tenere il broncio –                                                             | — | — | — | IT6 (9 Wo.)IT | — | — |                                                                                                  |                                                                                      |
| 1965 | Comme toujours –                                                                       | — | — | — | — | BEF15 (7 Wo.)BEF | BEW4 (20 Wo.)BEW |                                                                                                  |                                                                                      |
| 1965 | Lei –                                                                                  | — | — | — | IT1 (21 Wo.)IT | — | — |                                                                                                  |                                                                                      |
| 1966 | Amo –                                                                                  | — | — | — | IT2 (15 Wo.)IT | — | — |                                                                                                  |                                                                                      |
| 1966 | Se mai –                                                                               | — | — | — | IT4 (10 Wo.)IT | — | — |                                                                                                  |                                                                                      |
| 1966 | Une mèche de cheveux –                                                                 | — | — | — | — | BEF4 (14 Wo.)BEF | BEW1 (21 Wo.)BEW |                                                                                                  |                                                                                      |
| 1966 | Ton nom –                                                                              | — | — | — | — | BEF7 (10 Wo.)BEF | BEW4 (25 Wo.)BEW | B-Seite: Du soleil, du boulot; auch in türkischer Sprache als İsmini Haykırıyorum veröffentlicht |                                                                                      |
| 1966 | Tu me reviens –                                                                        | — | — | — | — | — | BEW14 (8 Wo.)BEW | B-Seite: Elle était belle pourtant                                                               |                                                                                      |
| 1966 | Que le temps s’arrête –                                                                | — | — | — | — | — | BEW2 (17 Wo.)BEW | B-Seite: Tenez-vous bien / En bandoulière                                                        |                                                                                      |
| 1967 | Insieme / Ensemble –                                                                   | — | — | — | IT5 (5 Wo.)IT | — | — |                                                                                                  |                                                                                      |
| 1967 | Inch’ Allah –                                                                          | DE18 (16 Wo.)DE | AT11 (16 Wo.)AT | — | IT10 (8 Wo.)IT | BEF5 (15 Wo.)BEF | BEW1 (25 Wo.)BEW | B-Seite (BE): Je vous offre / Sont-ce vos bijoux, Madame                                         |                                                                                      |
| 1967 | On se bat toujours quelque part –                                                      | — | — | — | — | — | BEW2 (23 Wo.)BEW | B-Seite: Dans ma hotte                                                                           |                                                                                      |
| 1967 | Notre roman –                                                                          | — | — | — | — | BEF14 (4 Wo.)BEF | BEW2 (23 Wo.)BEW | B-Seite: Ensemble                                                                                |                                                                                      |
| 1967 | Le Néon –                                                                              | DE25 (10 Wo.)DE | — | — | — | BEF4 (14 Wo.)BEF | BEW2 (22 Wo.)BEW | B-Seite: Vivre                                                                                   |                                                                                      |
| 1968 | Es geht eine Träne auf Reisen / Une larme aux nuages / Affida una lacrima al vento –   | DE2 (24 Wo.)DE | AT2 (24 Wo.)AT | CH10 (1 Wo.)CH | IT3 (19 Wo.)IT[BEF: ↑][BEW: ↑] | BEF4 (14 Wo.)BEF | BEW2 (22 Wo.)BEW | Erstveröffentlichung: September 1968                                                             |                                                                                      |
| 1968 | J’ai tant de rêves dans mes bagages –                                                  | — | — | — | — | BEF19 (2 Wo.)BEF | BEW5 (20 Wo.)BEW | B-Seite (BE): Histoire de clou                                                                   |                                                                                      |
| 1968 | Du bist so wie die Liebe / L’amour te ressemble –                                      | DE14 (8 Wo.)DE | — | — | —[BEF: ↑][BEW: ↑] | BEF19 (2 Wo.)BEF | BEW5 (20 Wo.)BEW |                                                                                                  |                                                                                      |
| 1968 | La tua storia è una favola –                                                           | — | — | — | IT11 (11 Wo.)IT | — | — |                                                                                                  |                                                                                      |
| 1968 | Le ruisseau de mon enfance –                                                           | — | — | — | — | — | BEW5 (17 Wo.)BEW | B-Seite: Il y a juste un an                                                                      |                                                                                      |
| 1968 | Valse d’été –                                                                          | — | — | — | — | — | BEW6 (21 Wo.)BEW | B-Seite: F… comme femme                                                                          |                                                                                      |
| 1968 | Quand passent les gitans –                                                             | — | — | — | — | — | BEW13 (15 Wo.)BEW | B-Seite: Les amours de journaux / Pauvre Verlaine                                                |                                                                                      |
| 1969 | Les gratte-ciel –                                                                      | — | — | — | — | — | BEW19 (12 Wo.)BEW | B-Seite: Tu ne le sauras pas                                                                     |                                                                                      |
| 1969 | Le carrosse d’or –                                                                     | — | — | — | — | — | BEW13 (13 Wo.)BEW | B-Seite: À demain sur la lune                                                                    |                                                                                      |
| 1969 | Oui la mer a bercé tant d’amours au creux de ses vagues le temps d’un été –            | — | — | — | — | — | BEW18 (7 Wo.)BEW | B-Seite: Si le ciel est amoureux de toi                                                          |                                                                                      |
| 1969 | Petit bonheur –                                                                        | DE21 (8 Wo.)DE | AT14 (4 Wo.)AT | CH9 (1 Wo.)CH | — | — | BEW3 (22 Wo.)BEW | Erstveröffentlichung: November 1969 B-Seite (BE): Mon cinema                                     |                                                                                      |
| 1970 | Ein kleines Glück –                                                                    | DE6 (16 Wo.)DE | AT1 (16 Wo.)AT | — | —[BEF: ↑][BEW: ↑] | — | BEW3 (22 Wo.)BEW | Erstveröffentlichung: 3. Februar 1970                                                            |                                                                                      |
| 1970 | Et après –                                                                             | — | — | — | — | BEF19 (10 Wo.)BEF [BEW: ←] | BEF19 (10 Wo.)BEF [BEW: ←] | B-Seite: Gagner du temps                                                                         |                                                                                      |
| 1970 | Les belles dames –                                                                     | — | — | — | — | BEF18 (7 Wo.)BEF [BEW: ←] | BEF18 (7 Wo.)BEF [BEW: ←] | B-Seite: Nous n'avons jamais parlé d'amour                                                       |                                                                                      |
| 1970 | Komm in mein Boot / Va mon bateau –                                                    | DE11 (14 Wo.)DE | AT19 (2 Wo.)AT | — | — | BEF35 (5 Wo.)BEF [BEW: ←] | BEF35 (5 Wo.)BEF [BEW: ←] |                                                                                                  |                                                                                      |
| 1970 | Gute Reise, schöne Rose / Sois heureuse rose –                                         | DE29 (5 Wo.)DE | — | — | — | BEF13 (12 Wo.)BEF [BEW: ←] | BEF13 (12 Wo.)BEF [BEW: ←] | B-Seite (BE): Alors...reviens-moi                                                                |                                                                                      |
| 1971 | Bis morgen auf dem Mond mit dir / À demain sur la lune –                               | DE49 (1 Wo.)DE | — | — | — | — | — | Erstveröffentlichung: 12. April 1971                                                             |                                                                                      |
| 1971 | Nous –                                                                                 | — | — | — | — | BEF26 (6 Wo.)BEF [BEW: ←] | BEF26 (6 Wo.)BEF [BEW: ←] | B-Seite: Et t’oublier                                                                            |                                                                                      |
| 1971 | Caresse –                                                                              | — | — | — | — | BEF45 (2 Wo.)BEF [BEW: ←] | BEF45 (2 Wo.)BEF [BEW: ←] |                                                                                                  |                                                                                      |
| 1971 | Ich muss wieder lernen, die Rosen zu sehen / J’avais oublié que les roses sont roses – | DE43 (4 Wo.)DE | — | — | — | BEF9 (16 Wo.)BEF [BEW: ←] | BEF9 (16 Wo.)BEF [BEW: ←] | Erstveröffentlichung: 7. Oktober 1971                                                            |                                                                                      |
| 1972 | Mon amour sors de chez toi –                                                           | — | — | — | — | BEF15 (9 Wo.)BEF [BEW: ←] | BEF15 (9 Wo.)BEF [BEW: ←] | B-Seite: Ma liberté, mon infidele                                                                |                                                                                      |
| 1972 | Liebe Tag für Tag –                                                                    | DE45 (2 Wo.)DE | — | — | — | — | — | Erstveröffentlichung: 29. April 1972                                                             |                                                                                      |
| 1972 | Mädchen, wildes Mädchen / Femme aux yeux d’amour –                                     | DE45 (2 Wo.)DE | — | — | — | BEF28 (6 Wo.)BEF [BEW: ←] | BEF28 (6 Wo.)BEF [BEW: ←] | Erstveröffentlichung: 4. Juli 1972                                                               |                                                                                      |
| 1972 | Je te trouverai –                                                                      | — | — | — | — | BEF35 (5 Wo.)BEF [BEW: ←] | BEF35 (5 Wo.)BEF [BEW: ←] |                                                                                                  |                                                                                      |
| 1973 | Crazy Lue –                                                                            | — | — | — | — | BEF8 (12 Wo.)BEF [BEW: ←] | BEF8 (12 Wo.)BEF [BEW: ←] |                                                                                                  |                                                                                      |
| 1973 | Gwendolina / Mon amour sors d chez toi –                                               | DE40 (2 Wo.)DE | — | — | — | — | — | Erstveröffentlichung: 1. Februar 1973                                                            |                                                                                      |
| 1973 | Le mal de toi –                                                                        | — | — | — | — | BEF42 (3 Wo.)BEF [BEW: ←] | BEF42 (3 Wo.)BEF [BEW: ←] | B-Seite: On est deux                                                                             |                                                                                      |
| 1973 | Rosalie, c’est la Vie –                                                                | DE39 (2 Wo.)DE | — | — | — | — | — | Erstveröffentlichung: 17. Juli 1973                                                              |                                                                                      |
| 1973 | Marie la mer –                                                                         | — | — | — | — | BEF30 (5 Wo.)BEF [BEW: ←] | BEF30 (5 Wo.)BEF [BEW: ←] | B-Seite: Que tu es noire                                                                         |                                                                                      |
| 1974 | Italiano –                                                                             | — | — | — | — | BEF47 (2 Wo.)BEF [BEW: ←] | BEF47 (2 Wo.)BEF [BEW: ←] |                                                                                                  |                                                                                      |

grau schraffiert: keine Chartdaten aus diesem Jahr verfügbar
Weitere Singles (Auswahl)
| - 1963: Tombe la neige - 1964: La nuit / La notte / La noche - 1964: Dolce Paola - 1965: Une mèche de cheveux / Eine Locke von deinem Haar - 1965: Mes mains sur tes hanches - 1966: Tenez-vous bien - 1966: Al nostro amore / Sonnet pour notre Amour - 1966: Notre Roman / Das Wunder der Liebe - 1967: Ensemble / Insieme - 1967: Eine Locke von deinem Haar / Une mèche de cheveux - 1968: Le ruisseau de mon enfance - 1968: Et sur la mer … - 1968: Pauvre Verlaine / Armer Poet - 1968: La valse d’été / Der Walzer des Sommers - 1969: Tausendmal wo - 1969: Les gratte-ciel - 1970: Si le ciel est amoureux de toi - 1970: Les belles Dames / Die schönen Damen - 1970: Alors … reviens mois - 1971: Caresse - 1971: Et t’oublier - 1972: Quand tu reviendras | - 1972: Die alte Dame, der Sänger und die Spatzen - 1972: Mon amour, sors de chez toi - 1973: Marie la Mer - 1974: Gottseidank, jetzt bist du da - 1974: Diese Welt ist ein Jahrmarkt - 1975: Leih’ mir eine Melodie / Prête-moi une chanson - 1976: Die Reise zu dir / Voyage jusqu’à toi - 1976: Der Sommer, den ich fand / J’ai trouvé un été - 1977: Der Hund (Le Chien) - 1978: Frappe à la porte du bonheur / Klopfe beim Glück an die Tür - 1979: Zweimal Glück und zurück - 1980: Et on chantait / …und dann ein Lied - 1980: C’est pas legal - 1980: Unsere Hochzeit - 1981: Cara Italia - 1981: Du bist wieder da - 1985: Kapitän, wohin fährt unser Boot - 1986: Verborgenes Gold - 1988: Es gibt noch Engel - 1988: Que sera - 1994: Nach allem, was war |

## Auszeichnungen für Musikverkäufe
| Goldene Schallplatte - Argentinien - 1992: für das Album 24 Grandes Exitos en Castellano - Kanada - 1979: für das Album Chante Ses Plus Grands Succès - Spanien - 2002: für das Album Adamo en español |

Anmerkung: Auszeichnungen in Ländern aus den Charttabellen bzw. Chartboxen sind in ebendiesen zu finden.
| Land/RegionAuszeichnungen für Musikverkäufe (Land/Region, Auszeichnungen, Verkäufe, Quellen) | Gold     | Platin     | Verkäufe | Quellen             |
| -------------------------------------------------------------------------------------------- | -------- | ---------- | -------- | ------------------- |
| Argentinien (CAPIF)                                                                          | Gold1    | —          | 30.000   | capif.org.ar        |
| Belgien (BRMA)                                                                               | 2× Gold2 | Platin1    | 40.000   | ultratop.be         |
| Frankreich (SNEP)                                                                            | 3× Gold3 | Platin1    | 400.000  | infodisc.fr         |
| Kanada (MC)                                                                                  | Gold1    | —          | 50.000   | musiccanada.com     |
| Spanien (Promusicae)                                                                         | Gold1    | —          | 50.000   | elportaldemusica.es |
| Insgesamt                                                                                    | 8× Gold8 | 2× Platin2 |          |                     |

## Filmografie
- 1967: Junger Mann mit Zukunft (Les Arnaud)
- 1970: Die offene Rechnung (L’ardoise)
- 1971: Die Mohnblumeninsel (L’île au coquelicot)
- 2003: Laisse tes mains sur mes hanches – Gastauftritt

## Ehrungen
Am 4. Juli 2001 verlieh ihm der belgische König Albert II. den Adelstitel eines Ritters (chevalier). Im Jahr 2002 wurde er zum Offizier des belgischen Kronenordens ernannt. Seit 1993 ist Adamo Botschafter von UNICEF Belgien.
- Adamo ist Ehrenbürger von Jemappes und Montreal (2002)[12].
- 2002 ehrte ihn die Stadt Mons, indem sie ihn in einem Festakt zum Ehrenbürger ernannte.
- Seit dem 2. Juni 2010 ist er Ehrenbürger von Uccle, einer Gemeinde in der Hauptstadtregion Brüssel, in der er seit Ende der 1970er Jahre wohnt.
- 2024 Académie Française: Grande médaille de la chanson française; Ensemble de ses chansons; médaille de vermeil[13]

## Dokumentation
- Adamo – Und dann ein Lied. Regie: Hadja Lahbib und Jean-Marc Panis, ARTE/RTBF, Belgien, 56 Minuten, 2021